# آدم و انسان
آدم و انسان (به هندی: Aadmi Aur Insaan) فیلمی محصول سال ۱۹۶۹ و به کارگردانی یاش چوپرا است. در این فیلم بازیگرانی همچون درمندرا، سایرا بانو، فیروز خان، ممتاز، آجیت خان، افتخار، کامینی کاشال، نانا پالشیکار، آچالا ساچدف ایفای نقش کرده‌اند.